# Sebastián García Martínez (historiador)
Sebastián García Martínez (1942, Villena - 1986, Valencia) fue un historiador español. Su padre era Máximo García Luján, hombre que llegó a ser alcalde de Villena.
Llegó a ser profesor titular de Historia Moderna en la Universidad de Valencia, vicerrector de la Universidad Literaria y director del Colegio Mayor Universitario Lluís Vives. En 1968 publicó su primer libro, Els fonaments del País Valencià modern, y seguidamente siguió publicando numerosos artículos sobre la historia del País Valenciano durante el reinado de los Austrias. Muchas de sus obras se consideran imprescindibles para comprender esta etapa de la historia. Cabe citar: Bandolers, corsarios i moriscos, El patriarca Ribera y la extirpación del erasmismo valenciano, Valencia y la Casa de Austria, así como su tesis doctoral Valencia bajo Carlos II.
En 2006 la editorial Afers publicó El País Valencià modern. Societat política i cultura a l'època dels Àustria, obra que reúne en un volumen todos los artículos que componen Els fonaments del País Valencià modern.